# Luis Regueiro Urquiola
Luis Regueiro Urquiola es un exfutbolista mexicano hijo del futbolista Luis Regueiro Pagola. Jugaba en el medio campo, el antiguo número 8 de las formaciones de la época y siempre mostró su clase e inteligencia en los equipos en que jugó y en la selección mexicana. Tuvo un retiro prematuro por lesiones en una de sus rodillas y a pesar de tratamientos quirúrgicos de ese tiempo y de rehabilitación, el hijo del gran corzo como se le conocía en México, nunca más volvió a demostrar su clase y tuvo que optar por el retiro.
Vistió la camiseta del Pumas de la UNAM, Diablos de Toluca y Rayos del Necaxa, durante su carrera. 
Jugó en la selección de fútbol de México que participó en la Copa Mundial de Fútbol de 1966, celebrada en Inglaterra.

## Participaciones en Juegos Olímpicos
| Torneo                   | Sede   | Resultado    |
| ------------------------ | ------ | ------------ |
| Juegos Olímpicos de 1968 | México | Cuarto lugar |

## Participaciones en Copas del Mundo
| Mundial                        | Sede       | Resultado    |
| ------------------------------ | ---------- | ------------ |
| Copa Mundial de Fútbol de 1966 | Inglaterra | Primera fase |